# Seznam chráněných území v okrese Michalovce
Toto je seznam chráněných území v okrese Michalovce aktuální k roku 2016, ve kterém jsou uvedena chráněná území v oblasti okresu Michalovce.
| Kód  | Obrázek           | Typ | Název                 | Rozloha (ha) | Galerie Commons                                              | Popis území        | Souřadnice                      |
| ---- | ----------------- | --- | --------------------- | ------------ | ------------------------------------------------------------ | ------------------ | ------------------------------- |
| 1187 |                   | CHA | Bešiansky polder      | 2,7400       |                                                              |                    |                                 |
| 1142 |                   | PR  | Bisce                 | 28,0100      |                                                              |                    |                                 |
| 562  |                   | PR  | Chlmecká skalka       | 1,1008       |                                                              |                    |                                 |
| 579  |                   | NPR | Jovsianska hrabina    | 257,5800     |                                                              |                    |                                 |
| 588  |                   | NPR | Kopčianske slanisko   | 9,0477       |                                                              |                    |                                 |
| 1196 |                   | CHA | Oborínske jamy        | 8,4300       |                                                              |                    |                                 |
| 1261 |                   | PR  | Oborínský luh         | 154,85       |                                                              | Nížinné lužní lesy | 48°30′42″ s. š., 1°54′50″ v. d. |
| 627  |                   | PR  | Oľchov                | 19,5800      |                                                              |                    |                                 |
| 862  |                   | PR  | Ortov                 | 14,8482      |                                                              |                    |                                 |
| 660  | Raškovský luh     | PR  | Raškovský luh         | 16,2312      | Kategorie „Raškovský luh“ na Wikimedia Commons               |                    | 48°34′4″ s. š., 21°56′27″ v. d. |
| 668  |                   | NPR | Senianske rybníky     | 213,3100     |                                                              |                    |                                 |
| 678  |                   | PR  | Slavkovské slanisko   | 11,7694      |                                                              |                    |                                 |
| 1183 |                   | CHA | Stretavka             | 17,7100      |                                                              |                    |                                 |
| 707  | Vihorlat          | NPR | Vihorlat              | 50,8900      |                                                              |                    | 48°53′28″ s. š., 22°6′48″ v. d. |
| 709  |                   | PR  | Vinianska stráň       | 28,2400      |                                                              |                    |                                 |
| 710  | Hradný vrch Vinné | PR  | Viniansky hradný vrch | 51,9500      | Kategorie „Vinianský hradný vrch“ na Wikimedia Commons       |                    | 48°49′5″ s. š., 21°57′ v. d.    |
| 723  |                   | PR  | Zatínsky luh          | 66,0600      |                                                              |                    |                                 |
| 722  | Zemplínska Šírava | CHA | Zemplínská šírava     | 622,4876     | Kategorie „Zemplínska Šírava Reservoir“ na Wikimedia Commons |                    | 48°47′ s. š., 22°2′12″ v. d.    |